# Desislava
Desislava (crnogorski: Десислава) bila je žena posljednjeg kneza nezavisne dukljanske države Mihaila III., prema nepotvrđenim mišljenjima možda posljednja vladarka nekoć slavnog Dukljanskoga kraljevstva.
Godine 1189. se pred naletom vojske Raške, povukla iz dukljanske kneževine i našavši se u Dubrovniku ustupila je Dubrovačkoj opštini dva svoja broda.
Povelja je pisana u Dubrovniku, jer ju je pisao dubrovački pisar. 
U pratnji Desislave, prispjele u Dubrovnik, su bili arhiepiskop Barski Grgur, župan Černeh i Crenik, kaznac Grdomil i drugo dukljansko plemstvo.